# Escarabeínos
Os Escarabeínos (Scarabaeini) são uma tribo de gêneros de besouro de esterco do velho mundo erigida por Pierre André Latreille.

## Gêneros
Listas BioLib
1. Allogymnopleurus Janssens, 1940
2. Garreta Janssens, 1940
3. Gymnopleurus Illiger, 1803
4. Mnematium MacLeay, 1821
5. Neosisyphus G. Müller, 1942
6. Nesosisyphus Vinson, 1946
7. Pachylomera Kirby, 1828
8. Paragymnopleurus Shipp, 1897
9. Scarabaeus Linnaeus, 1758
10. Sceliages Westwood, 1837
11. Sísifo Latreille, 1807

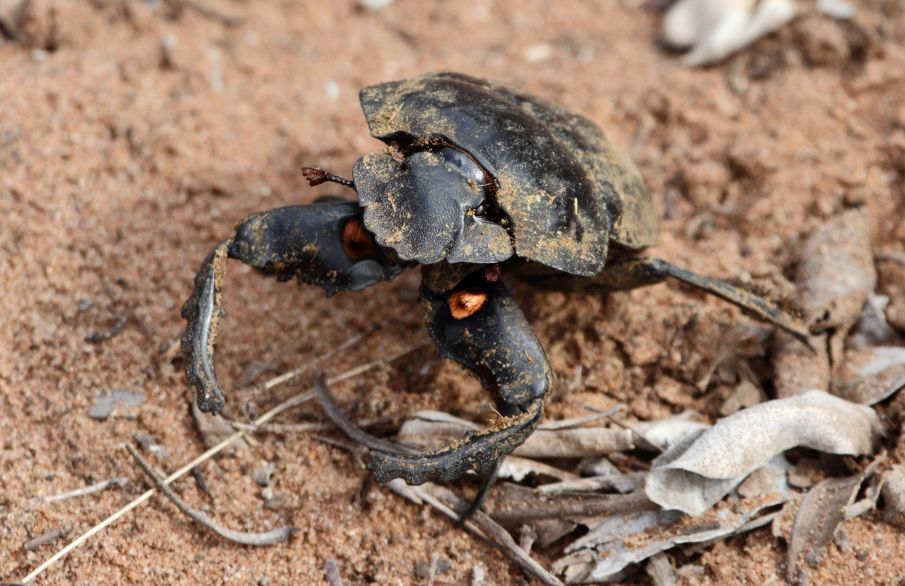
Pachylomera femoralis

Nota : vários táxons, incluindo Kheper e Mnematidium, são agora considerados subgêneros de Scarabaeus .